# Mīrābād-e Soflá
Mīrābād-e Soflá (persiska: میرآباد سفلی) är en ort i Iran.   Den ligger i provinsen Kurdistan, i den nordvästra delen av landet, 500 km väster om huvudstaden Teheran. Mīrābād-e Soflá ligger 1 433 meter över havet och antalet invånare är 283.
Terrängen runt Mīrābād-e Soflá är huvudsakligen kuperad, men den allra närmaste omgivningen är platt. Mīrābād-e Soflá ligger nere i en dal.Runt Mīrābād-e Soflá är det ganska tätbefolkat, med 93 invånare per kvadratkilometer. Närmaste större samhälle är Bāneh, 7,1 km sydost om Mīrābād-e Soflá. Trakten runt Mīrābād-e Soflá består till största delen av jordbruksmark.